# Al-Marrakushi (Mondkrater)
Al-Marrakushi ist ein kleiner, freistehender Einschlagkrater auf der südöstlichen Hemisphäre des sichtbaren Teils des Mondes im östlichen Teil des Mare Fecunditatis. Er weist eine runde, symmetrische Form auf. Die Innenwände fallen gleichmäßig zum Mittelpunkt hin ab. Das Mare in seiner Umgebung ist durch Strahlenmaterial des in nordöstlicher Richtung gelegenen auffallenden Kraters Langrenus gezeichnet.
Bis zu seiner Umbenennung durch die Internationale Astronomische Union (IAU) im Jahre 1976 war er als Langrenus D bekannt.